# نيكي ديلوش
أشلي نيكول ديلوتش  (بالإنجليزية: Nikki DeLoach)‏ هي ممثلة أمريكية وُلدت في 9 سبتمبر 1979.

## حياة سابقة
ولدت ديلوتش في وايكروس ، جورجيا. هي الأكبر من بين ثلاثة أطفال والدها مدير مدرسة مقاطعة بيرس وديفيد ديلوتش صاحب شركة للمنتجات الخشبية. شقيقتها ليان خريج جامعة ولاية فالدوستا في التعليم. وشقيقها بريت لاعب بيسبول في جامعة جورجيا. لقد نشأوا في مزرعة. عندما كانت طفلة ، كانت منخرطة بشدة في عالم المسابقة و فازت بالعديد من الألقاب الحكومية و الوطنية. حصلت على وكيل لتصميم النماذج في سنها مبكر وحصلت على العديد من الوظائف لتصميم الإعلانات المطبوعة. قضت هي ووالدتها صيفًا واحدًا في مدينة نيويورك لمتابعة وظائف عرض الأزياء. كانت عضوًا في مجموعة شركة جورجيا 4 و مجموعة الفنون الأدائية البرسيم من 1991 إلى 1994.

## الحياة الشخصية
تزوجت ديلوش من ريان جودل الذي كان عضوًا في فرقة الصبي تاك 4 في سبتمبر 2009.  في أبريل 2013 أعلنت أنها حامل.   ولد ابنهما ويليام هدسون جودل في 22 أكتوبر 2013.  ولد ابنهما الثاني بينيت كريستوفر جودل في 20 سبتمبر 2017. 

## روابط خارجية
- نيكي ديلوش على موقع IMDb (الإنجليزية)
- نيكي ديلوش على موقع ألو سيني (الفرنسية)
- نيكي ديلوش على موقع ميوزك برينز (الإنجليزية)
- نيكي ديلوش على موقع أول موفي (الإنجليزية)
- نيكي ديلوش على موقع قاعدة بيانات الأفلام السويدية (السويدية)
- نيكي ديلوش على موقع أول ميوزيك (الإنجليزية)
- نيكي ديلوش على موقع قاعدة بيانات الفيلم (الإنجليزية)
- نيكي ديلوش على موقع كينوبويسك (الروسية)